# Tepeaca, Jalisco
Tepeaca är en ort i Mexiko.   Den ligger i kommunen San Cristóbal de la Barranca och delstaten Jalisco, i den centrala delen av landet, 500 km väster om huvudstaden Mexico City. Tepeaca ligger 1 088 meter över havet och antalet invånare är 127.
Terrängen runt Tepeaca är kuperad norrut, men söderut är den bergig. Tepeaca ligger nere i en dal. Runt Tepeaca är det mycket glesbefolkat, med 6 invånare per kvadratkilometer. Närmaste större samhälle är Trinidad García de la Cadena, 18,4 km norr om Tepeaca. I omgivningarna runt Tepeaca växer huvudsakligen savannskog.